# 六欲天
六欲天（ろくよくてん）は、天上界のうち、いまだ欲望に捉われる6つの天界をいう。六天ともいう。またそのうちの最高位・他化自在天を特に指して言う場合もある。

## 概略
仏教では、六道（地獄界・餓鬼界・畜生界・修羅界・人間界・天上界）、また十界（六道の上に声聞界・縁覚界・菩薩界・仏界を加えたもの）といった世界観がある。
このうち、六道の地獄から人間までは欲望に捉われた世界、つまり欲界という。しかし天上界では細部に分けられ、上に行くほど欲を離れ、物質的な色界・そして精神的な無色界（これを三界という）がある。
ただし、天上界の中でも人間界に近い下部の6つの天は、依然として欲望に束縛される世界であるため三界の中の欲界に含まれ、これを六欲天という。
六欲天を上から記載すると次の通りとなる。
- 他化自在天（たけじざいてん）

欲界の最高位。六欲天の第6天、天魔波旬の住処。
- 化楽天（けらくてん、楽変化天＝らくへんげてん、とも）

六欲天の第5天。この天に住む者は、自己の対境（五境）を変化して娯楽の境とする。
- 兜率天（とそつてん、覩史多天＝としたてん、とも）

六欲天の第4天。須弥山の頂上、12由旬の処にある。
- 夜摩天（やまてん、焔摩天＝えんまてん、とも）

六欲天の第3天。時に随って快楽を受くる世界。
- 忉利天（とうりてん、三十三天＝さんじゅうさんてん、とも）

六欲天の第2天。須弥山の頂上、閻浮提の上、8万由旬の処にある。帝釈天のいる場所。
- 四大王衆天[1]（しだいおうしゅてん、四天王の住む場所）

六欲天の第1天。持国天・増長天・広目天・多聞天の四天王とかれらの眷属がいる場所。